# XO-1b
XO-1 b és també catalogat com a GSC 02041-01657 b és un planeta extrasolar situat a aproximadament 600 anys llum a la constel·lació de la Corona Boreal. Aquest planeta va ser descobert orbitant la nana groga designada com a XO-1 des de 2006.